# Brémontier-Merval
Brémontier-Merval ist eine französische Gemeinde mit 430 Einwohnern (Stand 1. Januar 2022) im Département Seine-Maritime in der Region Normandie. Sie gehört zum Arrondissement Dieppe und zum Kanton Gournay-en-Bray. Die Einwohner werden Brémontois genannt.

## Bevölkerungsentwicklung
| Jahr      | 1962 | 1968 | 1975 | 1982 | 1990 | 1999 | 2007 | 2015 |
| Einwohner | 379  | 367  | 311  | 265  | 278  | 326  | 481  | 473  |

## Sehenswürdigkeiten
- Kirche Saint-Martin aus dem 16. Jahrhundert
- Kapelle Sainte-Marguerite im Ortsteil Bellosanne
- Schloss Brémontier-Merval aus dem 17. Jahrhundert
- Schloss Bellosanne
- Kapelle Saint-Léonard im Ortsteil Merval